# Валенюк Олег Васильович
Олег Васильович Валеню́к (29 травня 1964, Долина — 6 серпня 2012, Торонто) — український і канадський художник; член Спілки художників України з 1995 року та Української спілки образотворчих мистців Канади з 2006 року. Чоловік художниці Наталії Валенюк.

## Життєпис
Народився 29 травня 1964 року в місті Долині Івано-Франківської області (нині Україна). Упродовж 1979—1983 років навчався в Ужгородському училищі прикладного мистецтва, в якому його викладачем малюнку був Василь Петрецький, а художньої обробки металу — Іван Маснюк.
Протягом 1983—1985 років проходив строкову службу у лавах Радянської армії. У 1986 році вступив на відділення моделювання та обробки шкіри Львівського інституту прикладного та декоративного мистецтва, водночас працював художником-оформлювачем в художній майстерні. У 1987 році перевівся на керамічне відділення. Був учнем Тараса Драгана, Тараса Левківа, Валерія Дем'янишина. 1993 року захистив дипломну роботу: набір жіночих прикрас «Дохристиянські мотиви» (керівник Тарас Янко, оцінка — відмінно).
У 1993—1999 роках викладав у Львівському державному коледжі декоративного і ужиткового мистецтва імені Івана Труша. Мешкав у Львові в будинку на вулиці Костюшка, 4. У 2000 році емігрував до Канади, оселився у Торонто, працював як дизайнер та маляр.
Помер у Торонто 6 серпня 2012 року.

## Творчість
Працював у галузях графіки, станкового та монументального живопису.

### Офорти
- «Катаклізм» (1993);
- «Забуті обереги» (1994);
- «Ідол» (1994);
- «Час» (1995);
- «Стан» (1997);
- «Кам'яні вітрила»;
- «Гірські вітри»;
- «Місячне сяйво»;
- «Малинова гора»;
- «Жертвоприношення»;
- «Пташина гора»;
- «Скіфи».

### Живописні полотна
- «Лабіринт» (2006);
- «Джерело цивілізації»;
- «Соняшник І, ІІ і ІІІ»;
- «Покрова»;
- «В'їзд в Єрусалим»;
- «Родина»;
- «Крила Ангела»;
- «Калина»;
- «Яблуневий цвіт»;
- «Квіти»;
- «Сад»;
- «Ангел»;
- «Філософія життя».

### Монументальний живопис
- розписи у 2003—2004 роках у церкві святої Покрови у Торонто[1];
- розписи в Українській греко-католицькій церкві святого Михайла[3].

### Спільні роботи з Наталею Валенюк
- іконостас для Української греко-католицької церкви святого Василія в Едмонтоні (позолота дружиною)[3];
- дизайн приміщень і розпис бенкетного залу «Тризуб» в домівці УНО, її бібліотеки та вестибюлю зі скіфськими мотивами[3];
- розписи бенкетного залу «Княжий Двір»[3];
- розписи головного бюро офісу Images 2000[3];
- розписи мисливської кімнати Smoking Room in Casa Loma[3];
- розписи у приватних резиденціях[3].

Співпрацював з театром «Заграва», виконавши декорації для вистави «Бояриня».
Брав участь в українських національних та міжнародних художніх виставках в Югославії, Великій Британії, Іспанії, Норвегії, Канаді, Швеції, Японії, Болгарії, Франції, Польщі, Словенії. Персональні виставки відбулися у Торонто у 2000 (галерея Канадсько-української мистецької фундації) та 2001 роках.
Твори зберігаються в приватних колекціях в Канаді.

## Відзнаки, нагороди
- Почесна грамота Міністерства культури України[3];
- Почесна грамота Спілки театральних діячів України (2003; нагороджений під час святкування 50-ліття з часу заснування Українського драматичного театру «Заграва» в Торонто (Канада))[3].